# .380 ACP
.380 ACP (9×17 мм) — пістолетний унітарний набій центрального запалення з безфланцевою гільзою циліндричної форми, розроблений Джоном Браунінгом у 1908 році для фірми Colt на основі набою 9 × 20 мм Browning Long.

## Опис
Гільза набою циліндричної форми безфланцева, з кільцевою проточкою. Може бути як латунною, так і сталевою, плакованою міддю або латунню.
Набій .380 ACP має невисоку потужність, якої достатньо для ураження людини лише при точній стрільбі по незахищених ділянках тіла. Перевагою набою є невеликий відбій зброї, що позитивно позначається на точності стрільби, низька ймовірність рикошетів, можливість використання в легких і компактних пістолетах.

## Типи набоїв
Стандартна куля — оболонкова, складається з свинцевої серцевини і оболонки з томпаку, в передній частині для підвищення пробивної здатності зроблено потовщення. Крім того, розроблені і випускаються набої з кулями підвищеної зупиняючої дії:
- Cor-Bon Self-Defense Ammunition 380 ACP 90 Grain JHP — набій з експансивною кулею з оболонкою типу «Jacketed Hollow Point» (з поглибленням в носику кулі) масою 90 гран;
- Buffalo Bore Ammunition 380 ACP + P 90 Grain JHP — набій з такою ж експансивною кулею з оболонкою типу «Jacketed Hollow Point» масою 90 гран і збільшеним пороховим зарядом;
- Remington Golden Saber Ammunition 380 ACP 102 Grain Brass JHP — набій з експансивною кулею з бронзовою оболонкою типу «Jacketed Hollow Point» масою 102 гран.

## Використання
Набій отримав популярність в Європі і Америці як боєприпас для поліцейської і цивільної зброї.
У Росії сертифікований як боєприпаси для службової зброї, з 1996 року випускається ВАТ «Тульський патронний завод» під позначенням 9×17 мм К (використовується, наприклад, для пістолета ІЖ-71).

## Інші позначення
Крім 9×17 мм і .380 ACP даний набій має такі позначення:
- 9 mm Browning Court;
- 9 mm Browning Short;
- 9 mm Browning Kurz;
- 9 mm Browning Corto;
- 9 mm Short;
- 9mm Kratak;
- 9 mm k;
- 9mm Scurt;
- 9 mm m.34;
- 9 mm Beretta m.1934;
- 9 mm Selbstladepistole (.380);
- .380 Auto;
- .380 Auto Pistol;
- .380 °C.A.P.H.;
- .380 Colt Auto Pistol Hammerless;
- DWM 540.